# Мелии (мифология)
Мелии, или Мелиады (др.-греч. Μελίαι или Μελιάδες, «ясеневые») — в древнегреческой мифологии самые древние и единственные смертные нимфы ясеня.
Порождены Геей от крови Урана.
Считались кормилицами Зевса.
Их последним потомком был Талос.
Мелии — одна из групп вакханок.
Несколько нимф носили имя Мелия:
- мать Форонея и Эгиалея от Инаха.
- мать Амика и Мигдона от Посейдона.
- мать Исмения и Тенера, а по другому сказанию — Кеоса, от Аполлона.